# 國會太空榮譽勳章
國會太空榮譽勳章（英語：Congressional Space Medal of Honor）是美國國家航空暨太空總署（NASA）頒發的一種獎章，授予“為民族和人類的繁榮做出特別令人稱道的努力和貢獻的宇航员”。是NASA授予的最高榮譽，獎章由美國總統以美國國家航空暨太空總署署長和副署長的名義頒發。國會太空榮譽勳章和榮譽勳章不同，後者為一種軍事榮譽，授予“在與敵對武裝力量的戰鬥中冒生命危險並且超越了職責範疇，展現出的（極為顯著的）超凡的英勇行為的人”。兩者均為所屬領域的最高級別榮譽勳章。國會太空榮譽勳章一般配以具有象徵著美國海軍陸戰隊、美國海軍、美國空軍、美國海岸警衛隊等美國所有軍種的不同顏色装饰的色带做裝飾。
獲得國會太空榮譽勳章的宇航员通常要在NASA指派的太空飛行任務中作出極為不尋常的貢獻。通常情況下，是獎勵在航天科技領域有特別傑出的貢獻，或者執行了一項里程碑式的任務的宇航员。在個別情況下，對於在任務中成功挽救嚴重突發情況的宇航员，同樣可以授予該獎。截至2004年，時任美國總統的小布希為在挑戰者號災難和哥倫比亞號災難中獻出生命的14名宇航员追授該勳章後，所有在任務中犧牲的宇航员均獲得了該項殊榮。
至今，一共有五位總統授予過該項榮譽，他們分別是吉米·卡特、隆納·雷根、喬治·赫伯特·沃克·布希、比爾·柯林頓和喬治·沃克·布希。其中喬治·沃克·布希授予最多，他分別向14名在任務中犧牲的宇航员以及另外兩名有傑出貢獻的宇航员授予了這項榮譽。

## 獲得者列表
截止2013年8月，共有26名宇航员獲得這項殊榮。其中有17位為身後追授，其中包括在1986年1月28日挑戰者號太空梭災難和2003年2月1日哥倫比亞號災難中獻出生命的14名宇航员，以及在1967年1月27日阿波羅1號火災事故中不幸喪生的3名宇航员。“*”號代表追授。
| 照片              | 宇航员名字          | 授予日期       | 授予勳章的總統        | 備註                                                                                 | 來源  |
| ----------------- | ------------------- | -------------- | --------------------- | ------------------------------------------------------------------------------------ | ----- |
| Neil Armstrong    | 尼爾·阿姆斯壯       | 1978年10月1日  | 吉米·卡特             | 阿波羅11號（首次登月任務指揮官，第一個登上月球的人）                                 | [ 2 ] |
| Frank Borman      | 弗蘭克·博爾曼       | 1978年10月1日  | 吉米·卡特             | 阿波羅8號（首次環繞月任務的指揮官）                                                  | [ 2 ] |
| Pete Conrad       | 皮特·康拉德         | 1978年10月1日  | 吉米·卡特             | 天空實驗室2號（天空實驗室首位指揮官，為排除空間站故障作出突出貢獻）                  | [ 2 ] |
| John Glenn        | 約翰·赫雪爾·葛倫    | 1978年10月1日  | 吉米·卡特             | 水星-宇宙神6號（首位進入地球軌道的美國宇航员）                                       | [ 2 ] |
| Gus Grissom       | 維吉爾·葛利森*      | 1978年10月1日  | 吉米·卡特             | 阿波羅1號, 雙子星3號和水星-紅石4號（雙子星3號首位指揮官）；在阿波羅1號火災事故中喪生 | [ 2 ] |
| Alan Shepard      | 艾倫·雪帕德         | 1978年10月1日  | 吉米·卡特             | 水星-紅石3號（首位進入太空的美國宇航员）                                             | [ 2 ] |
| John Young        | 約翰·楊             | 1981年5月19日  | 隆納·雷根             | STS-1（首位航天飛機任務指揮官）                                                      | [ 2 ] |
| Thomas Stafford   | 托馬斯·斯塔福德     | 1993年1月19日  | 喬治·赫伯特·沃克·布希 | 阿波羅-聯盟測試計劃（美國指揮官）                                                    | [ 2 ] |
| James Lovell      | 吉姆·洛弗爾         | 1993年7月26日  | 比爾·柯林頓           | 阿波羅13號（挽回發生嚴重事故的飛船的指揮官）                                         | [ 2 ] |
| Shannon Lucid     | 珊農·露茜德         | 1996年12月2日  | 比爾·柯林頓           | 在太空執行任務最久的女性宇航员                                                       | [ 2 ] |
| Roger Chaffee     | 羅傑·查菲*          | 1997年12月17日 | 比爾·柯林頓           | 在阿波羅1號火災事故中喪生                                                            | [ 2 ] |
| Edward White      | 愛德華·懷特*        | 1997年12月17日 | 比爾·柯林頓           | 阿波羅1號和雙子星4號（首次進行艙外活動的美國宇航员）；在阿波羅1號火災事故中喪生      | [ 2 ] |
| William Shepherd  | 威廉·谢泼德         | 2003年1月15日  | 喬治·沃克·布希        | 遠征1（首位國際太空站指揮官）                                                        | [ 2 ] |
| Rick Husband      | 里克·赫斯本德*      | 2004年2月3日   | 喬治·沃克·布希        | STS-107（在哥倫比亞號災難中喪生）                                                    | [ 2 ] |
| Willie McCool     | 威廉·麥庫爾*        | 2004年2月3日   | 喬治·沃克·布希        | STS-107（在哥倫比亞號災難中喪生）                                                    | [ 2 ] |
| Michael Anderson  | 邁克爾·安德森*      | 2004年2月3日   | 喬治·沃克·布希        | STS-107（在哥倫比亞號災難中喪生）                                                    | [ 2 ] |
| Kalpana Chawla    | 卡爾帕娜·喬拉*      | 2004年2月3日   | 喬治·沃克·布希        | STS-107（在哥倫比亞號災難中喪生）                                                    | [ 2 ] |
| David Brown       | 大衛·布朗*          | 2004年2月3日   | 喬治·沃克·布希        | STS-107（在哥倫比亞號災難中喪生）                                                    | [ 2 ] |
| Laurel Clark      | 勞雷爾·克拉克*      | 2004年2月3日   | 喬治·沃克·布希        | STS-107（在哥倫比亞號災難中喪生）                                                    | [ 2 ] |
| Ilan Ramon        | 伊蘭·拉蒙*          | 2004年2月3日   | 喬治·沃克·布希        | STS-107（在哥倫比亞號災難中喪生，唯一一位非美國籍的獲獎者）                          | [ 2 ] |
| Dick Schobee      | 迪克·斯科比*        | 2004年7月23日  | 喬治·沃克·布希        | STS-51-L（在挑戰者號災難中喪生）                                                     | [ 2 ] |
| Michael Smith     | 邁克爾·約翰·史密斯* | 2004年7月23日  | 喬治·沃克·布希        | STS-51-L（在挑戰者號災難中喪生）                                                     | [ 2 ] |
| Judith Resnik     | 朱迪斯·蕾斯尼克*    | 2004年7月23日  | 喬治·沃克·布希        | STS-51-L（在挑戰者號災難中喪生）                                                     | [ 2 ] |
| Ronald McNair     | 羅納德·麥克內爾*    | 2004年7月23日  | 喬治·沃克·布希        | STS-51-L（在挑戰者號災難中喪生）                                                     | [ 2 ] |
| Ellison Onizuka   | 鬼塚承次*           | 2004年7月23日  | 喬治·沃克·布希        | STS-51-L（在挑戰者號災難中喪生）                                                     | [ 2 ] |
| Greg Jarvis       | 格里高利·賈維斯*    | 2004年7月23日  | 喬治·沃克·布希        | STS-51-L（在挑戰者號災難中喪生）                                                     | [ 2 ] |
| Christa McAuliffe | 克里斯塔·麥考利芙*  | 2004年7月23日  | 喬治·沃克·布希        | STS-51-L（在挑戰者號災難中喪生，太空計劃教師）                                       | [ 2 ] |
| Robert Crippen    | 羅伯特·克里彭       | 2006年4月26日  | 喬治·沃克·布希        | STS-1（首次航天飛機任務飛行員）                                                      | [ 2 ] |

## 外部連結
- NASA榮譽（页面存档备份，存于）